# 1991 NB4
1991 NB4 är en asteroid i huvudbältet som upptäcktes den 8 juli 1991 av den belgiske astronomen Henri Debehogne vid La Silla-observatoriet.
Den har en diameter på ungefär 7 kilometer.